# Yu Hua
Dans ce nom chinois, le nom de famille, Yu, précède le nom personnel.
Œuvres principales
- Vivre !, 1993
- Brothers (en), 2005

Yu Hua  (écriture simplifiée : 余华 ; écriture traditionnelle : 余華; pinyin : Yú Huá) est un écrivain chinois né le 3 avril 1960 à Hangzhou dans la province de Zhejiang.
Après avoir exercé comme dentiste pendant cinq ans, Yu Hua choisit de se consacrer à la littérature. Son deuxième roman Vivre ! a été adapté au cinéma sous le même titre par Zhang Yimou pour un film qui a reçu le Grand Prix du jury au festival de Cannes en 1994. Ses romans sont traduits dans de nombreuses langues.

## Romans
- Vivre !, traduit du chinois par Yang Ping, Paris, Librairie générale française, coll. « Le livre de poche » (n° 13570), 1994, 223 pp.  (ISBN 2-253-13570-4) [Rééd. Babel, n° 880, 2008]
- Le Vendeur de sang, roman, traduit du chinois par Nadine Perront, Arles, Actes Sud, coll. « Lettres chinoises », 1997, 285 pp.  (ISBN 2-7427-1469-3) [Rééd. Babel, n° 748, 2006]
- Un amour classique, petits romans, traduits du chinois par Jacqueline Guyvallet, Arles, Actes Sud, coll. « Lettres chinoises », 2000, 259 pp.  (ISBN 2-7427-2610-1) [Rééd. Babel, n° 955, 2009]
- Cris dans la bruine, roman, traduit du chinois par Jacqueline Guyvallet, Arles, Actes Sud, coll. « Lettres chinoises », 2003, 325 pp.  (ISBN 2-7427-3600-X)
- 1986, court roman, traduit du chinois par Jacqueline Guyvallet, Arles, Actes Sud, coll. « Lettres chinoises », 2006, 88 pp.  (ISBN 2-74276132-2)
- Brothers 兄弟, roman, traduit du chinois par Angel Pino et Isabelle Rabut, Arles, Actes Sud, coll. « Lettres chinoises », 2008, 720 pp. En 2009, Courrier international a décerné son premier prix du meilleur livre étranger à ce roman  (ISBN 978-2-7427-7437-1)
- Le Septième Jour, roman (2013), traduit du chinois par Angel Pino et Isabelle Rabut, Arles, Actes Sud, coll. « Lettres chinoises », 2014, 272 pp.  (ISBN 978-2-330-03690-4)
- La Ville introuvable, roman (2023), traduit du chinois par Angel Pino et Isabelle Rabut, Arles, Actes Sud, coll. « Lettres chinoises », 2023, 480 pp.  (ISBN 978-2-330-18169-7)

## Nouvelles
- Sur la route à dix-huit ans, et autres nouvelles, textes traduits du chinois par Jacqueline Guyvallet, Angel Pino et Isabelle Rabut, Arles, Actes Sud, coll. « Lettres chinoises », 2009, 185 pp.  (ISBN 978-27427-8824-8)
- Un monde évanoui, nouvelles, traduit du chinois par Nadine Perront, Arles, Philippe Picquier, 2003, 150 pp.  (ISBN 2-87730673-9)

## Essai
- La Chine en dix mots, essais, traduits du chinois par Angel Pino et Isabelle Rabut, Arles, Actes Sud, coll. « Lettres chinoises », 2010, 370 pp.  (ISBN 978-2-7427-9223-8)

## Thématiques
Dans Le Septième Jour, le personnage principal, Yang Fei, est mort dans une explosion, mais il ne parvient pas à rejoindre le funérarium : « c'était le premier jour depuis ma mort ». Encore sans sépulture, il erre dans le monde qu'il a fréquenté, et rencontre d'autres âmes errantes (corps, squelettes, silhouettes, formes). Cela lui permet de revisiter sa vie et sa mort, ainsi que celles de quelques autres.